# Wschodniobeskidzki Obszar Chronionego Krajobrazu
Wschodniobeskidzki Obszar Chronionego Krajobrazu – obszar chronionego krajobrazu o powierzchni 99 911 ha położony w województwie podkarpackim, utworzony w 1998 roku. Obszar rozciąga się na terenie gmin Baligród, Brzozów, Czarna, Dydnia, Komańcza, Lesko, Lutowiska, Olszanica, Nozdrzec, Sanok, Solina, Zagórz i Ustrzyki Dolne. Zdecydowana większość obszaru znajduje się na terenie Beskidów Wschodnich tj. w Bieszczadach i na terenie Pogórza Przemyskiego.
Na terenie Wschodniobeskidzkiego Obszaru Chronionego Krajobrazu znajduje się 8 rezerwatów przyrody: Bobry w Uhercach, Grąd w Średniej Wsi, Koziniec, Nad Jeziorem Myczkowieckim, Olsza Kosa w Stężnicy, Przełom Osławy pod Duszatynem, Przełom Osławy pod Mokrem i Przełom Sanu pod Grodziskiem.

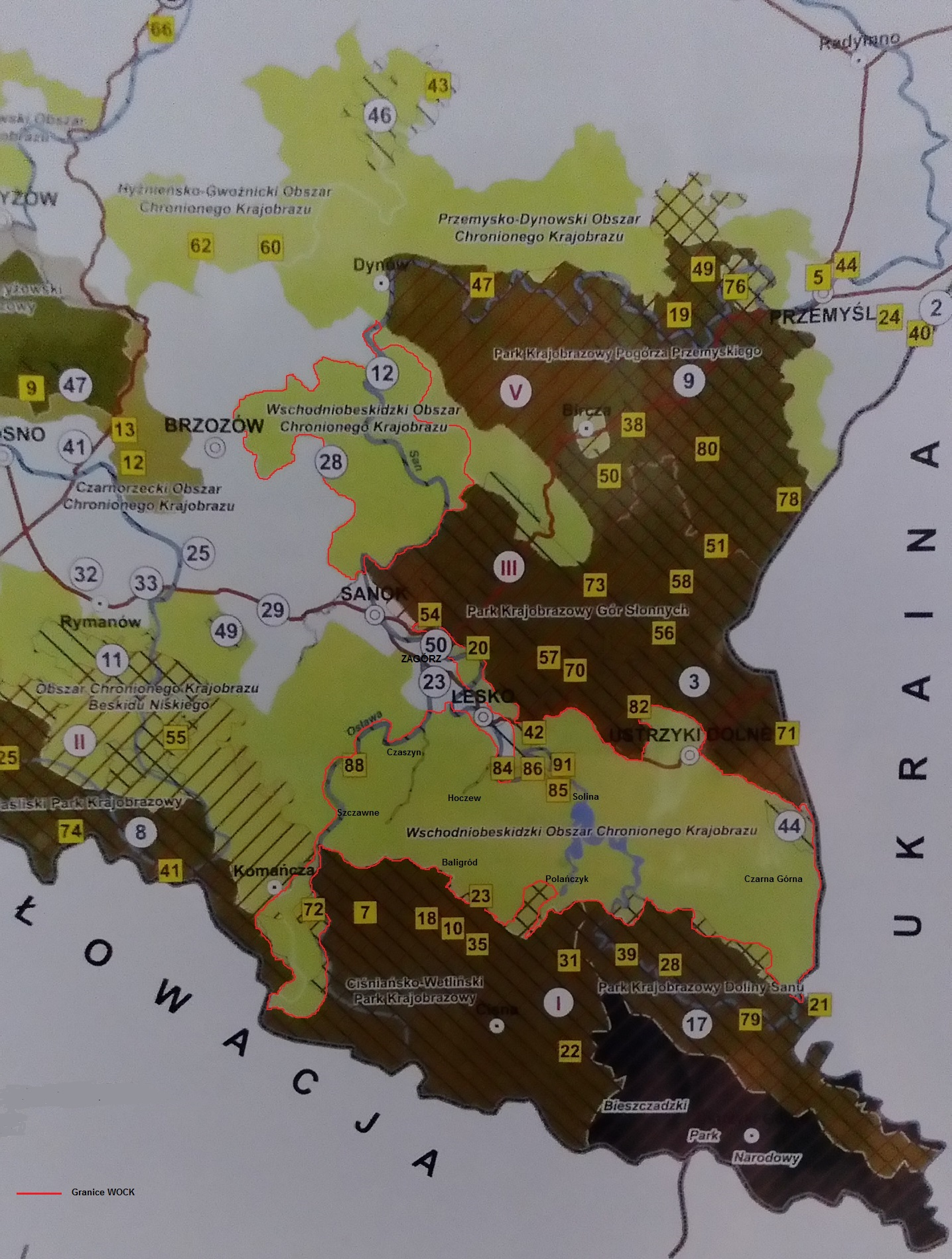
Zdjęcie mapy przedstawiającej granice WOChK